# Bobby Czyz
Robert Edward ("Bobby") Czyz (Orange, Nueva Jersey, Estados Unidos, 10 de febrero de 1962) fue un boxeador estadounidense con ascendencia italiana y polaca que fue campeón mundial del peso semipesado y crucero en los años 80 y 90. Apodado "Matinee Idol", Czyz fue miembro del equipo amateur de los Estados Unidos que murieron en Polonia en 1980 en un accidente aéreo, pero debido a un accidente de coche una semana antes no se encontraba volando junto a sus compañeros.

## Biografía
Su primer combate profesional tuvo lugar el 24 de abril de 1980 ante Hank Whitmore al que ganó por nocaut en el primer asalto.
Después de 20 combates en los que ganó casi todos antes del límite, se enfrentó a Mustafa Hamsho, que lo derrotó por decisión unánime en diez asaltos. Después de este revés, ganó ocho combates más para tener su primera oportunidad para el Campeonato del Mundo peso semipesado de la Federación Internacional de Boxeo. Fue el 6 de septiembre de 1986, y se enfrentó a Slobodan Kacar, a quien ganó por nocaut técnico en cinco asaltos.
Defendió su título en tres ocasiones más, y en su cuarta defensa perdió ante Charles Williams por nocaut técnico en nueve asaltos. Su siguiente combate fue ante Dennis Andries y también perdió por decisión, aunque en esta ocasión dividida. Ya a finales de 1988, disputó otros dos combates más y ganó para obtener otra oportunidad mundialista, en esta ocasión en la Asociación Mundial de Boxeo, ante Virgil Hill. Después de doce asaltos, y por decisión unánime Czyz perdió y en su siguiente combate, en la revancha ante Charles Williams también.
Después de esas derrotas decidió subir de categoría y disputar el título crucero de la Asociación Mundial de Boxeo, ante Robert Daniels al que ganó en doce asaltos por decisión. Ésta era la segunda ocasión en la que ganaba un título y en categorías diferentes. Defendió su título en dos ocasiones pero dejó su título vacante y disputó el título IBO ante David Izeqwire, perdiendo en cuatro asaltos por nocaut.
Ya en 1995, ganó el título vacante de la WBU en categoría super-crucero siendo su tercer título en categorías diferentes. Para terminar su carrera subió hasta los pesos pesados, para pelear ante Evander Holyfield, que justo después pelearía contra Mike Tyson, y perdió por nocaut en cinco asaltos. Dos años más tarde retornó para pelear ante campeón de los pesos pesados por la WBU, Corrie Sanders, y también perdió, en esta ocasión en el segundo asalto.